# أديسون (نيويورك)
أديسون، نيويورك  (بالإنجليزية: Addison, New York)‏ هي بلدة تقع بولاية نيويورك في الولايات المتحدة. تبلغ مساحتها (كم²)، وترتفع عن سطح البحر، بلغ عدد سكانها نسمة في عام تعداد الولايات المتحدة 2010 حسب إحصاء مكتب تعداد الولايات المتحدة.

## الموقع الجغرافي
الموقع الجغرافي للمناطق المحيطة بهذه النقطة هو كالتالي:

## أعلام
- جيم غرينغراس